# Svk
svk – rozproszony system kontroli wersji napisany w Perlu. Głównym autorem svk jest Chia-liang Kao. Program jest rozprowadzany na zasadach Licencji Artystycznej. 
System wykorzystuje system plików Subversion, ale oferuje też dodatkowe możliwości: 
- operacje bez podłączenia jak checkin, log i merge
- rozproszone gałęzie
- lekkie zarządzanie kopią repozytorium (bez podkatalogów .svk)
- zaawansowane algorytmy scalania (star merge i cherry picking)
- podpisywanie i weryfikacja zestawów zmian

W wersji 1.0 svk działa jako lokalny klient zdalnych repozytoriów Subversion, Perforce i CVS. Na wczesnym etapie rozwoju jest samodzielny serwer svk.